# بودیمیر وویاچیچ
بودیمیر وویاچیچ (۴ ژانویهٔ ۱۹۶۴) یک بازیکن فوتبال اهل مونته‌نگرو است. وی در تیم ملی فوتبال مونته‌نگرو بازی کرده است.